# 1510

سنة 1510 كانت سنة بسيطة تبدأ يوم الثلاثاء حسب التقويم اليولياني.

## أحداث
- تأسيس مدينة غونتانامو وتقع حاليا في كوبا.
- تأسست الدولة السعدية بالمغرب من قبل السلطان محمد القائم بأمر الله.

## مواليد
- جون نوكس

## وفيات
- جورجوني
- جلال الدين بن هبة الله

## متفرقات
- 1510 هو الرمز البريدي لبلدية فيريو-لو-غران، أين بفرنسا.